# Шершетка

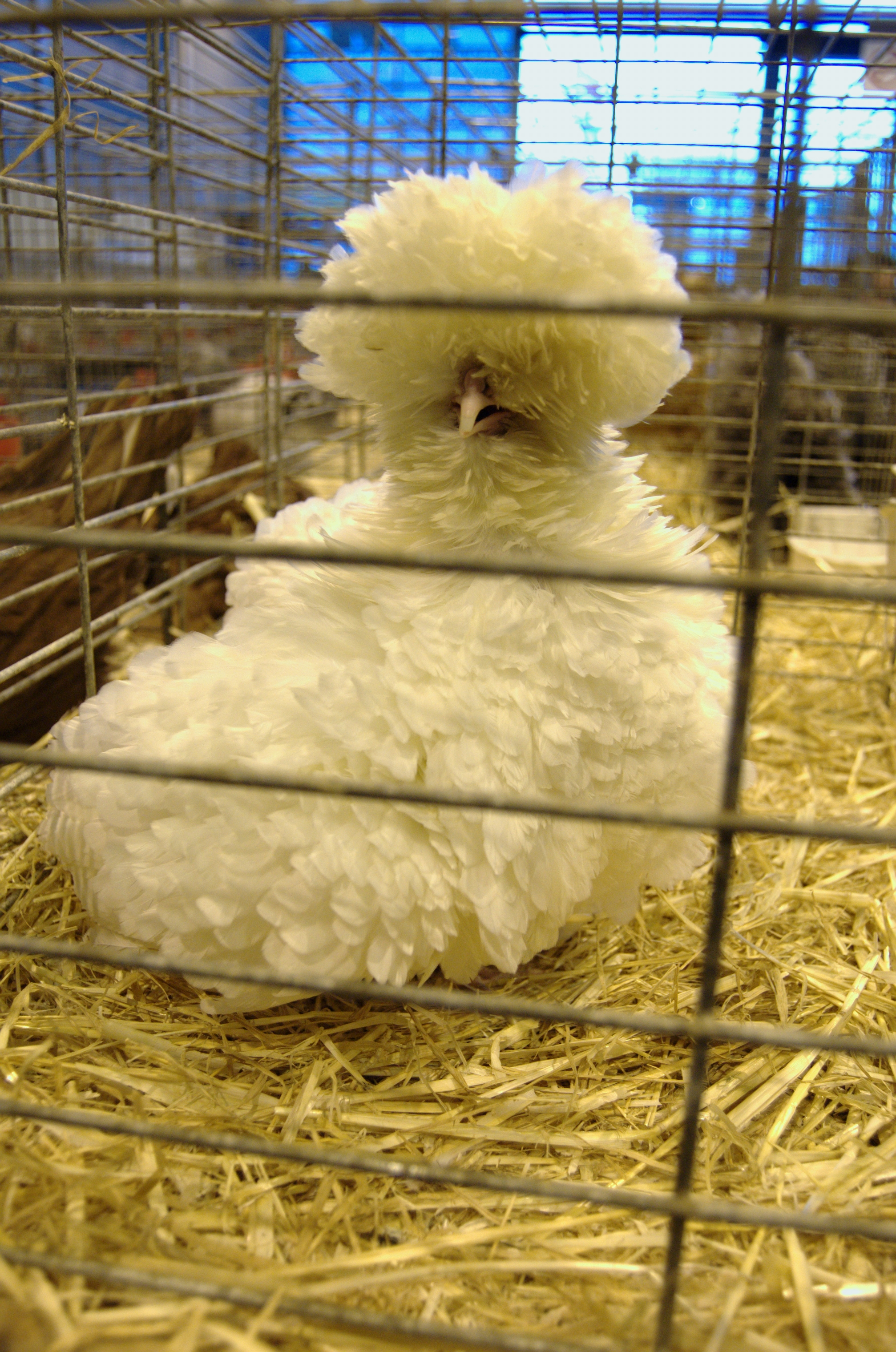
Чубата

Шершетка (англ. Frizzle) — декоративна порода курей. Походження — Південно-Східна Азія, Індія. Досить стародавня порода.

## Екстер'єр
Особливість породи, яка дала назву цим курям — кучеряве оперення. Кучеряве пір'я не дає птахові можливість злетіти, легко обламується, особливо при паруванні. Зовнішній вигляд курей при цьому може істотно постраждати: птах може значно «облисіти».
За стандартом, у кучерявих курей повинна бути голова середньої величини; дзьоб теж середній, сильний, злегка загнутий; очі темно-червоні; гребінь низький, листоподібний або розоподібний; вушні мочки малі, білі; сережки довгі, округлі, червоні; шия середньої довжини; спина плоска, середньої довжини, широка в плечах; груди злегка повні, опуклі; корпус щільний, широкий; крила довгі, злегка опущені; хвіст розпатланий; ноги невисокі, темні; оперення рясне, пухнасте, закручене; забарвлення оперення чорне, біле, сріблясте, коричневе.

## Продуктивність

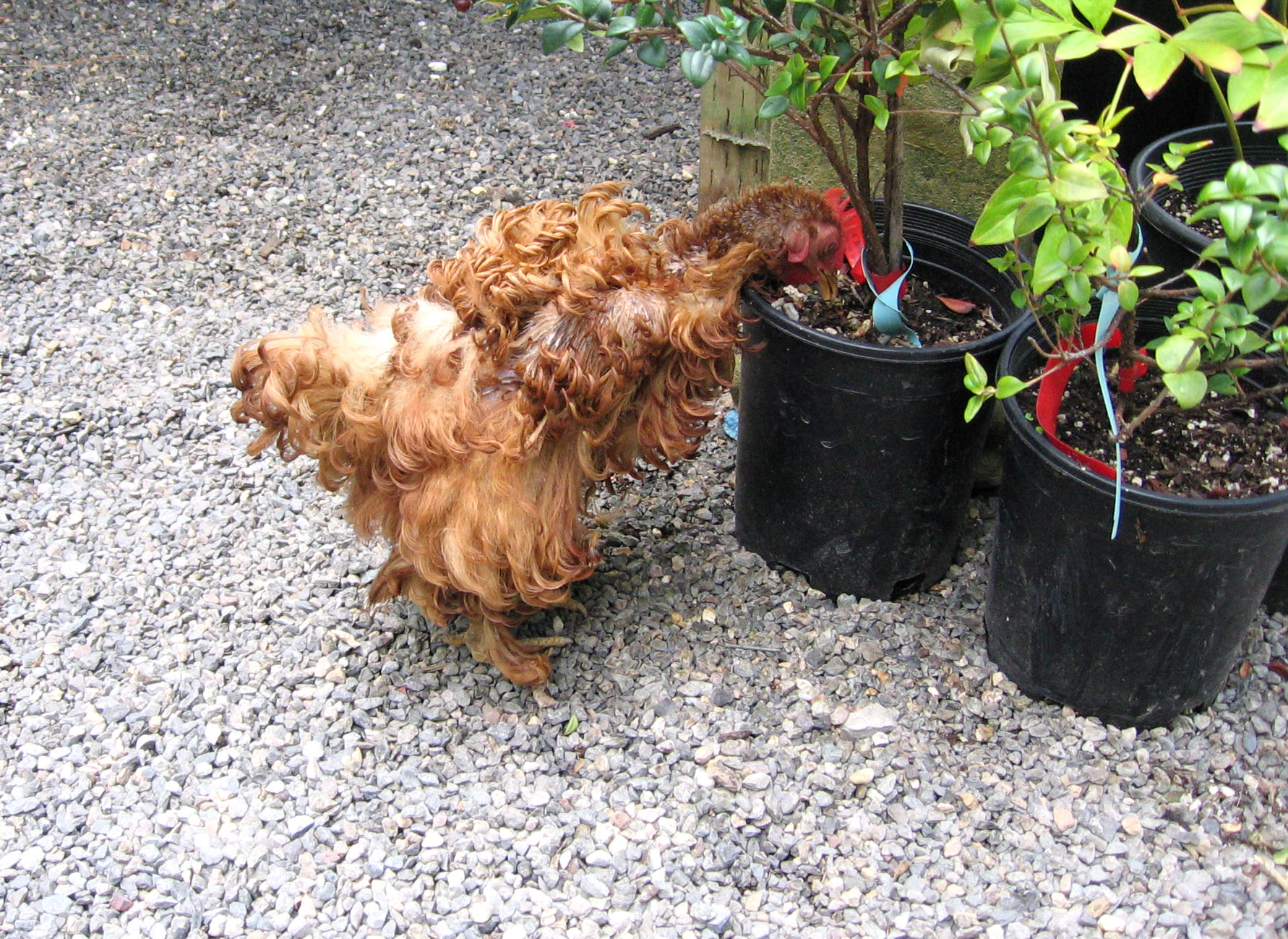
Під час линьки.

Вага курки 2-2,6 кг, півня 2,8-3 кг; несучість 140—160 яєць, вага кожного яйця 61-63 г. Шкаралупа яєць світло-кремова; інкубаційні властивості хороші. Виводимість курчат 87-90 %. Молоді кури починають нестися в п'ятимісячному віці.